# Orthochirus
Genre
Synonymes
- Orthodactylus Karsch, 1881 nec Hitchcock, 1858
- Simonoides Vachon & Farzanpay, 1987
- Afghanorthochirus Lourenço & Vachon, 1997
- Paraorthochirus Lourenço et Vachon, 1995

Orthochirus est un genre de scorpions de la famille des Buthidae.

## Distribution
Les espèces de ce genre se rencontrent en Afrique du Nord, en Afrique de l'Est, au Moyen-Orient, en Asie centrale et en Asie du Sud.

## Liste des espèces
Selon The Scorpion Files (15/11/2023) :
- Orthochirus afar Kovařík, Lowe & Šťáhlavský, 2016
- Orthochirus afghanus Kovařík, 2004
- Orthochirus arabicus Ythier & Lourenço, 2023
- Orthochirus arenicola Lourenço & Ythier, 2021
- Orthochirus atarensis Lourenço & Leguin, 2011
- Orthochirus bastawadei Zambre, Mirza, Sanap, Upadhye & Javed, 2011
- Orthochirus bicolor (Pocock, 1897)
- Orthochirus birulai Kovařík, Fet & Yagmur, 2020
- Orthochirus carinatus Navidpour, Kovařík, Soleglad & Fet, 2019
- Orthochirus cloudsleythompsoni Lourenço & Leguin, 2011
- Orthochirus danielleae (Lourenço & Vachon, 1997)
- Orthochirus farzanpayi (Vachon & Farzanpay, 1987)
- Orthochirus feti Kovařík, 2004
- Orthochirus flavescens (Pocock, 1897)
- Orthochirus fomichevi Kovařík, Yağmur, Fet & Hussen, 2019
- Orthochirus formozovi Kovařík, Fet & Yağmur, 2020
- Orthochirus fuscipes (Pocock, 1900)
- Orthochirus gantenbeini Kovařík, Yağmur, Fet & Hussen, 2019
- Orthochirus glabrifrons (Kraepelin, 1903)
- Orthochirus gromovi Kovařík, 2004
- Orthochirus grosseri Kovařík, Fet & Yağmur, 2020
- Orthochirus gruberi Kovařík & Fet, 2006
- Orthochirus hormozganensis Kovařík & Navidpour, 2020
- Orthochirus heratensis Kovařík, 2004
- Orthochirus innesi Simon, 1910
- Orthochirus iranus Kovařík, 2004
- Orthochirus iraqus Kovařík, 2004
- Orthochirus jalalabadensis Kovařík, 2004
- Orthochirus katarinae Kovařík & Just, 2022
- Orthochirus kermanensis Kovařík & Navidpour, 2020
- Orthochirus kovariki Yağmur & Khalili, 2022
- Orthochirus krishnai Tikader & Bastawade, 1983
- Orthochirus kryzhanovskyi Kovařík, Fet & Yağmur, 2020
- Orthochirus kucerai Kovařík & Navidpour, 2020
- Orthochirus masihipouri Kovařík & Navidpour, 2020
- Orthochirus maroccanus Lourenço & Leguin, 2011
- Orthochirus melanurus (Kessler, 1874)
- Orthochirus mesopotamicus Birula, 1918
- Orthochirus milloti Lourenço, 2021
- Orthochirus minor Lourenço, Duhem & Cloudsley-Thompson, 2012
- Orthochirus monodi (Lourenço & Vachon, 1997)
- Orthochirus navidpouri Kovařík, Yağmur, Fet & Hussen, 2019
- Orthochirus nordmanni Kovařík, Fet & Yağmur, 2020
- Orthochirus olivaceus (Karsch, 1881)
- Orthochirus pallidus (Pocock, 1897)
- Orthochirus persa (Birula, 1900)
- Orthochirus samrchelsis Kovařík, 2004
- Orthochirus scrobiculosus (Grube, 1873)
- Orthochirus sejnai Kovařík, Fet & Yağmur, 2020
- Orthochirus semnanensis Kovařík & Navidpour, 2020
- Orthochirus soufiensis Lourenço & Sadine, 2021
- Orthochirus stockwelli (Lourenço & Vachon, 1995)
- Orthochirus tassili Lourenço & Leguin, 2011
- Orthochirus tibesti Lourenço, Duhem & Cloudsley-Thompson, 2012
- Orthochirus varius Kovařík, 2004
- Orthochirus vignolii Kovařík & Navidpour, 2020
- Orthochirus zagrosensis Kovařík, 2004

## Systématique et taxinomie
Orthodactylus Karsch, 1881 préoccupé par Orthodactylus Hitchcock, 1858 est remplacé par Orthochirus par Karsch en 1891.
Afghanorthochirus a été placé en synonymie par Kovařík en 2004.
Simonoides a été placé en synonymie par Kovařík et Fet en 2006.
Paraorthochirus a été placé en synonymie par Navidpour, Kovařík, Soleglad et Fet en 2008.
Orthochiroides, placé en synonymie par Lourenço et Ythier en 2021, a été relevé de synonymie par Kovařík et Lowe en 2022.

## Publications originales
- Karsch, 1891 : « Arachniden von Ceylon und von Minikoy gesammelt von den Herren Doctoren P. und F. Sarasin. III. Ordo Scorpiones. III. Ordo Scorpiones. » Berliner Entomologische Zeitschrift, vol. 36, no 2, p. 305–307 (texte intégral).
- Karsch, 1881 : « Uebersicht der europäischen Skorpione. » Berliner entomologische Zeitschrift, vol. 25, p. 89–91 (texte intégral).